# Schrankia nouankaoa
Schrankia nouankaoa là một loài bướm đêm trong họ Erebidae.